# 2010-es női kosárlabda-világbajnokság
A 2010-es női kosárlabda-világbajnokság a 16. volt a sportág történetében. A tornát 2010. szeptember 23. és október 3. között rendezték Csehországban. Ostrava és Brno a csoportmérkőzéseknek és a középdöntőnek, a helyosztó mérkőzéseknek pedig Karlovy Vary adott otthont. A világbajnokságon 16 válogatott vett részt.

## Résztvevők
| Afrika (2) - Szenegál - Mali Ázsia (3) - Kína - Japán - Dél-Korea | Amerika (3+1) - Argentína - Brazília - Kanada - Egyesült Államok (olimpiai bajnok) Óceánia (1) - Ausztrália (világbajnok) | Európa (5+1) - Franciaország - Oroszország - Spanyolország - Fehéroroszország - Görögország - Csehország (rendező) |

## Lebonyolítás
A 16 csapatot 4 darab 4 csapatos csoportba sorsolták. A csoportkörben körmérkőzéseket játszottak a csapatok, így alakult ki a csoportok végeredménye. A csoportból az első három helyezett jutott tovább a középdöntőbe. A negyedik helyezettek a 13–16. helyért játszhattak.
Az A- és B csoport három, valamint a C- és D csoport három továbbjutója a középdöntőben azonos csoportba került. A csapatok a csoportkörben elért egymás elleni eredményeiket magukkal vitték, a középdöntőben csak azok a csapatok játszottak egymással, amelyek a csoportkörben még nem találkoztak. A középdöntőből az első négy helyezett jutott a negyeddöntőbe. Az ötödik és hatodik helyezettek a 9–12. helyért játszhattak.
A negyeddöntőtől egyenes kieséses rendszerben folytatódott a torna. A negyeddöntőből kieső csapatok az 5–8. helyért játszhattak. A negyeddöntő továbbjutói az elődöntőbe kerültek. A két elődöntő győztese játszhatta a döntőt, a vesztesek a bronzéremért mérkőzhettek.

## Csoportkör
| Színmagyarázat                                                  |
| --------------------------------------------------------------- |
| A csoportok első három helyezettje bejutott a középdöntőbe.     |
| A csoportok negyedik helyezettjei a 13–16. helyért játszhattak. |

### A csoport
| Csapat           | M | Gy | V | P+  | P–  | Pk  | P |
| ---------------- | - | -- | - | --- | --- | --- | - |
| Ausztrália       | 3 | 3  | 0 | 246 | 174 | +72 | 6 |
| Fehéroroszország | 3 | 2  | 1 | 188 | 189 | −1  | 5 |
| Kanada           | 3 | 1  | 2 | 161 | 194 | −33 | 4 |
| Kína             | 3 | 0  | 3 | 186 | 224 | −38 | 3 |

| 2010. szeptember 23. 13:00 | Fehéroroszország                        | 68–57     | Kína                  | ČEZ Aréna, Ostrava Nézőszám: 1650 Játékvezetők: Vicente Bulto (ESP), Ivo Dolinek (CZE), Shoko Suguro (JPN) |
| 2010. szeptember 23. 13:00 | (11–10, 20–17, 21–21, 16–9) Jegyzőkönyv |           |                       | ČEZ Aréna, Ostrava Nézőszám: 1650 Játékvezetők: Vicente Bulto (ESP), Ivo Dolinek (CZE), Shoko Suguro (JPN) |
| 2010. szeptember 23. 13:00 | Leuchanka 20                            | Pont      | Miao, Liu, Chen N. 13 | ČEZ Aréna, Ostrava Nézőszám: 1650 Játékvezetők: Vicente Bulto (ESP), Ivo Dolinek (CZE), Shoko Suguro (JPN) |
| 2010. szeptember 23. 13:00 | Verameyenka 14                          | Lepattanó | Chen 11               | ČEZ Aréna, Ostrava Nézőszám: 1650 Játékvezetők: Vicente Bulto (ESP), Ivo Dolinek (CZE), Shoko Suguro (JPN) |
| 2010. szeptember 23. 13:00 | Marchanka 4                             | Gólpassz  | Miao 5                | ČEZ Aréna, Ostrava Nézőszám: 1650 Játékvezetők: Vicente Bulto (ESP), Ivo Dolinek (CZE), Shoko Suguro (JPN) |

| 2010. szeptember 23. 15:15 | Kanada                                  | 47–72     | Ausztrália           | ČEZ Aréna, Ostrava Nézőszám: 3470 Játékvezetők: Aleksander Gorshkov (RUS), Robert Vyklicky (CZE), Gillian Lesli Ann Martindale (BAR) |
| 2010. szeptember 23. 15:15 | (12–20, 11–14, 15–18, 9–20) Jegyzőkönyv |           |                      | ČEZ Aréna, Ostrava Nézőszám: 3470 Játékvezetők: Aleksander Gorshkov (RUS), Robert Vyklicky (CZE), Gillian Lesli Ann Martindale (BAR) |
| 2010. szeptember 23. 15:15 | Smith 11                                | Pont      | Harrower, Jackson 13 | ČEZ Aréna, Ostrava Nézőszám: 3470 Játékvezetők: Aleksander Gorshkov (RUS), Robert Vyklicky (CZE), Gillian Lesli Ann Martindale (BAR) |
| 2010. szeptember 23. 15:15 | Phillips 6                              | Lepattanó | Jackson 7            | ČEZ Aréna, Ostrava Nézőszám: 3470 Játékvezetők: Aleksander Gorshkov (RUS), Robert Vyklicky (CZE), Gillian Lesli Ann Martindale (BAR) |
| 2010. szeptember 23. 15:15 | Phillips 2                              | Gólpassz  | Harrower 3           | ČEZ Aréna, Ostrava Nézőszám: 3470 Játékvezetők: Aleksander Gorshkov (RUS), Robert Vyklicky (CZE), Gillian Lesli Ann Martindale (BAR) |

| 2010. szeptember 24. 13:00 | Kína                                     | 61–65     | Kanada   | ČEZ Aréna, Ostrava Nézőszám: 1020 Játékvezetők: Tomas Jasevicius (LTU), Elena Chernova (RUS), Robert Vyklicky (CZE) |
| 2010. szeptember 24. 13:00 | (23–18, 14–12, 13–22, 11–13) Jegyzőkönyv |           |          | ČEZ Aréna, Ostrava Nézőszám: 1020 Játékvezetők: Tomas Jasevicius (LTU), Elena Chernova (RUS), Robert Vyklicky (CZE) |
| 2010. szeptember 24. 13:00 | Chen N. 22                               | Pont      | Smith 25 | ČEZ Aréna, Ostrava Nézőszám: 1020 Játékvezetők: Tomas Jasevicius (LTU), Elena Chernova (RUS), Robert Vyklicky (CZE) |
| 2010. szeptember 24. 13:00 | Ma 7                                     | Lepattanó | Murphy 8 | ČEZ Aréna, Ostrava Nézőszám: 1020 Játékvezetők: Tomas Jasevicius (LTU), Elena Chernova (RUS), Robert Vyklicky (CZE) |
| 2010. szeptember 24. 13:00 | Miao 4                                   | Gólpassz  | Tatham 4 | ČEZ Aréna, Ostrava Nézőszám: 1020 Játékvezetők: Tomas Jasevicius (LTU), Elena Chernova (RUS), Robert Vyklicky (CZE) |

| 2010. szeptember 24. 15:15 | Ausztrália                               | 83–59     | Fehéroroszország      | ČEZ Aréna, Ostrava Nézőszám: 1650 Játékvezetők: Fernando Jorge Sampeitro (ARG), Gabriel Chiel Baum Spalter (URU), Shoko Suguro (JPN) |
| 2010. szeptember 24. 15:15 | (24–21, 18–11, 13–11, 28–16) Jegyzőkönyv |           |                       | ČEZ Aréna, Ostrava Nézőszám: 1650 Játékvezetők: Fernando Jorge Sampeitro (ARG), Gabriel Chiel Baum Spalter (URU), Shoko Suguro (JPN) |
| 2010. szeptember 24. 15:15 | Snell 17                                 | Pont      | Verameyenka 14        | ČEZ Aréna, Ostrava Nézőszám: 1650 Játékvezetők: Fernando Jorge Sampeitro (ARG), Gabriel Chiel Baum Spalter (URU), Shoko Suguro (JPN) |
| 2010. szeptember 24. 15:15 | Jackson 11                               | Lepattanó | Verameyenka 6         | ČEZ Aréna, Ostrava Nézőszám: 1650 Játékvezetők: Fernando Jorge Sampeitro (ARG), Gabriel Chiel Baum Spalter (URU), Shoko Suguro (JPN) |
| 2010. szeptember 24. 15:15 | három játékos 2                          | Gólpassz  | Tarasava, Marchanka 3 | ČEZ Aréna, Ostrava Nézőszám: 1650 Játékvezetők: Fernando Jorge Sampeitro (ARG), Gabriel Chiel Baum Spalter (URU), Shoko Suguro (JPN) |

| 2010. szeptember 25. 13:00 | Kína                                     | 68–91     | Ausztrália      | ČEZ Aréna, Ostrava Nézőszám: 4640 Játékvezetők: Aleksander Gorshkov (RUS), Vicente Bulto (ESP), Diniz (BRA) |
| 2010. szeptember 25. 13:00 | (19–32, 17–19, 16–22, 16–18) Jegyzőkönyv |           |                 | ČEZ Aréna, Ostrava Nézőszám: 4640 Játékvezetők: Aleksander Gorshkov (RUS), Vicente Bulto (ESP), Diniz (BRA) |
| 2010. szeptember 25. 13:00 | Miao 17                                  | Pont      | Taylor 16       | ČEZ Aréna, Ostrava Nézőszám: 4640 Játékvezetők: Aleksander Gorshkov (RUS), Vicente Bulto (ESP), Diniz (BRA) |
| 2010. szeptember 25. 13:00 | Zhang F. 5                               | Lepattanó | Grima 8         | ČEZ Aréna, Ostrava Nézőszám: 4640 Játékvezetők: Aleksander Gorshkov (RUS), Vicente Bulto (ESP), Diniz (BRA) |
| 2010. szeptember 25. 13:00 | Miao 2                                   | Gólpassz  | három játékos 4 | ČEZ Aréna, Ostrava Nézőszám: 4640 Játékvezetők: Aleksander Gorshkov (RUS), Vicente Bulto (ESP), Diniz (BRA) |

| 2010. szeptember 25. 18:00 | Kanada                                  | 49–61     | Fehéroroszország | ČEZ Aréna, Ostrava Nézőszám: 1990 Játékvezetők: Ivo Dolinek (CZE), Fernando Jorge Sampietro (ARG), Gillian Lesli Ann Martindale (BAR) |
| 2010. szeptember 25. 18:00 | (16–20, 6–11, 11–15, 16–15) Jegyzőkönyv |           |                  | ČEZ Aréna, Ostrava Nézőszám: 1990 Játékvezetők: Ivo Dolinek (CZE), Fernando Jorge Sampietro (ARG), Gillian Lesli Ann Martindale (BAR) |
| 2010. szeptember 25. 18:00 | Smith 11                                | Pont      | Troina 16        | ČEZ Aréna, Ostrava Nézőszám: 1990 Játékvezetők: Ivo Dolinek (CZE), Fernando Jorge Sampietro (ARG), Gillian Lesli Ann Martindale (BAR) |
| 2010. szeptember 25. 18:00 | Achonwa, Murphy 4                       | Lepattanó | Leuchanka 16     | ČEZ Aréna, Ostrava Nézőszám: 1990 Játékvezetők: Ivo Dolinek (CZE), Fernando Jorge Sampietro (ARG), Gillian Lesli Ann Martindale (BAR) |
| 2010. szeptember 25. 18:00 | Gabriele 3                              | Gólpassz  | Tarasava 5       | ČEZ Aréna, Ostrava Nézőszám: 1990 Játékvezetők: Ivo Dolinek (CZE), Fernando Jorge Sampietro (ARG), Gillian Lesli Ann Martindale (BAR) |

### B csoport
| Csapat           | M | Gy | V | P+  | P–  | Pk   | P |
| ---------------- | - | -- | - | --- | --- | ---- | - |
| Egyesült Államok | 3 | 3  | 0 | 288 | 185 | +103 | 6 |
| Franciaország    | 3 | 2  | 1 | 212 | 181 | +31  | 5 |
| Görögország      | 3 | 1  | 2 | 211 | 236 | −25  | 4 |
| Szenegál         | 3 | 0  | 3 | 165 | 274 | −99  | 3 |

| 2010. szeptember 23. 18:00 | Görögország                              | 73–99     | Egyesült Államok    | ČEZ Aréna, Ostrava Nézőszám: 3120 Játékvezetők: Elena Chernova (RUS), Fernando Jorge Sampietro (ARG), Robert Paulik (CZE) |
| 2010. szeptember 23. 18:00 | (18–32, 17–20, 15–15, 23–32) Jegyzőkönyv |           |                     | ČEZ Aréna, Ostrava Nézőszám: 3120 Játékvezetők: Elena Chernova (RUS), Fernando Jorge Sampietro (ARG), Robert Paulik (CZE) |
| 2010. szeptember 23. 18:00 | Maltsi 29                                | Pont      | McCoughtry, Cash 16 | ČEZ Aréna, Ostrava Nézőszám: 3120 Játékvezetők: Elena Chernova (RUS), Fernando Jorge Sampietro (ARG), Robert Paulik (CZE) |
| 2010. szeptember 23. 18:00 | Kaltsidou 7                              | Lepattanó | Charles 9           | ČEZ Aréna, Ostrava Nézőszám: 3120 Játékvezetők: Elena Chernova (RUS), Fernando Jorge Sampietro (ARG), Robert Paulik (CZE) |
| 2010. szeptember 23. 18:00 | Kalentzou, Kaltsidou 5                   | Gólpassz  | Bird 6              | ČEZ Aréna, Ostrava Nézőszám: 3120 Játékvezetők: Elena Chernova (RUS), Fernando Jorge Sampietro (ARG), Robert Paulik (CZE) |

| 2010. szeptember 23. 20:15 | Szenegál                                | 45–83     | Franciaország     | ČEZ Aréna, Ostrava Nézőszám: 1650 Játékvezetők: Gabriel Chiel Baum Spalter (URU), Karla Diniz (BRA), Tomas Jasevicius(LTU) |
| 2010. szeptember 23. 20:15 | (13–22, 3–22, 16–11, 13–28) Jegyzőkönyv |           |                   | ČEZ Aréna, Ostrava Nézőszám: 1650 Játékvezetők: Gabriel Chiel Baum Spalter (URU), Karla Diniz (BRA), Tomas Jasevicius(LTU) |
| 2010. szeptember 23. 20:15 | Traore 10                               | Pont      | Beikes, Dumerc 12 | ČEZ Aréna, Ostrava Nézőszám: 1650 Játékvezetők: Gabriel Chiel Baum Spalter (URU), Karla Diniz (BRA), Tomas Jasevicius(LTU) |
| 2010. szeptember 23. 20:15 | Diop 11                                 | Lepattanó | Miyem, Amant 6    | ČEZ Aréna, Ostrava Nézőszám: 1650 Játékvezetők: Gabriel Chiel Baum Spalter (URU), Karla Diniz (BRA), Tomas Jasevicius(LTU) |
| 2010. szeptember 23. 20:15 |                                         | Gólpassz  | Dumerc 6          | ČEZ Aréna, Ostrava Nézőszám: 1650 Játékvezetők: Gabriel Chiel Baum Spalter (URU), Karla Diniz (BRA), Tomas Jasevicius(LTU) |

| 2010. szeptember 24. 18:00 | Egyesült Államok                         | 108–52    | Szenegál       | ČEZ Aréna, Ostrava Nézőszám: 1450 Játékvezetők: Aleksander Gorshkov (RUS), Gillian Lesli Ann Martindale (BAR), Moussa Ismaila Toure (MLI) |
| 2010. szeptember 24. 18:00 | (30–11, 28–14, 28–11, 22–16) Jegyzőkönyv |           |                | ČEZ Aréna, Ostrava Nézőszám: 1450 Játékvezetők: Aleksander Gorshkov (RUS), Gillian Lesli Ann Martindale (BAR), Moussa Ismaila Toure (MLI) |
| 2010. szeptember 24. 18:00 | Moore 15                                 | Pont      | Dieng 10       | ČEZ Aréna, Ostrava Nézőszám: 1450 Játékvezetők: Aleksander Gorshkov (RUS), Gillian Lesli Ann Martindale (BAR), Moussa Ismaila Toure (MLI) |
| 2010. szeptember 24. 18:00 | négy játékos 5                           | Lepattanó | Traore, Diop 4 | ČEZ Aréna, Ostrava Nézőszám: 1450 Játékvezetők: Aleksander Gorshkov (RUS), Gillian Lesli Ann Martindale (BAR), Moussa Ismaila Toure (MLI) |
| 2010. szeptember 24. 18:00 | Moore 5                                  | Gólpassz  | Diatta 5       | ČEZ Aréna, Ostrava Nézőszám: 1450 Játékvezetők: Aleksander Gorshkov (RUS), Gillian Lesli Ann Martindale (BAR), Moussa Ismaila Toure (MLI) |

| 2010. szeptember 24. 20:15 | Franciaország                            | 69–55     | Görögország                  | ČEZ Aréna, Ostrava Nézőszám: 1920 Játékvezetők: Ivo Dolinek (CZE), Vicente Bulto (ESP), Karla Diniz (BRA) |
| 2010. szeptember 24. 20:15 | (20–12, 20–11, 11–17, 18–15) Jegyzőkönyv |           |                              | ČEZ Aréna, Ostrava Nézőszám: 1920 Játékvezetők: Ivo Dolinek (CZE), Vicente Bulto (ESP), Karla Diniz (BRA) |
| 2010. szeptember 24. 20:15 | Miyem 19                                 | Pont      | Chatzinikolaou, Kaltsidou 12 | ČEZ Aréna, Ostrava Nézőszám: 1920 Játékvezetők: Ivo Dolinek (CZE), Vicente Bulto (ESP), Karla Diniz (BRA) |
| 2010. szeptember 24. 20:15 | Ndongue 10                               | Lepattanó | Papamichail 9                | ČEZ Aréna, Ostrava Nézőszám: 1920 Játékvezetők: Ivo Dolinek (CZE), Vicente Bulto (ESP), Karla Diniz (BRA) |
| 2010. szeptember 24. 20:15 | Dumerc 4                                 | Gólpassz  | Kalentzou, Lymoura 2         | ČEZ Aréna, Ostrava Nézőszám: 1920 Játékvezetők: Ivo Dolinek (CZE), Vicente Bulto (ESP), Karla Diniz (BRA) |

| 2010. szeptember 25. 15:15 | Egyesült Államok                         | 81–60     | Franciaország   | ČEZ Aréna, Ostrava Nézőszám: 4710 Játékvezetők: Elena Chernova (RUS), Robert Vyklicky (CZE), Moussa Ismaila Toure (MLI) |
| 2010. szeptember 25. 15:15 | (13–10, 23–19, 25–19, 20–12) Jegyzőkönyv |           |                 | ČEZ Aréna, Ostrava Nézőszám: 4710 Játékvezetők: Elena Chernova (RUS), Robert Vyklicky (CZE), Moussa Ismaila Toure (MLI) |
| 2010. szeptember 25. 15:15 | Taurasi 15                               | Pont      | Miyem 15        | ČEZ Aréna, Ostrava Nézőszám: 4710 Játékvezetők: Elena Chernova (RUS), Robert Vyklicky (CZE), Moussa Ismaila Toure (MLI) |
| 2010. szeptember 25. 15:15 | Moore 8                                  | Lepattanó | Miyem, Beikes 4 | ČEZ Aréna, Ostrava Nézőszám: 4710 Játékvezetők: Elena Chernova (RUS), Robert Vyklicky (CZE), Moussa Ismaila Toure (MLI) |
| 2010. szeptember 25. 15:15 | Charles 3                                | Gólpassz  | Lardy, Dumerc 2 | ČEZ Aréna, Ostrava Nézőszám: 4710 Játékvezetők: Elena Chernova (RUS), Robert Vyklicky (CZE), Moussa Ismaila Toure (MLI) |

| 2010. szeptember 25. 20:15 | Szenegál                                 | 68–83     | Görögország   | ČEZ Aréna, Ostrava Nézőszám: 1015 Játékvezetők: Tomas Jasevicius (LTU), Shoko Suguro (JPN), Gabriel Chiel Baum Spalter (URU) |
| 2010. szeptember 25. 20:15 | (13–22, 16–18, 18–19, 21–24) Jegyzőkönyv |           |               | ČEZ Aréna, Ostrava Nézőszám: 1015 Játékvezetők: Tomas Jasevicius (LTU), Shoko Suguro (JPN), Gabriel Chiel Baum Spalter (URU) |
| 2010. szeptember 25. 20:15 | Traoré 14                                | Pont      | Maltsi 31     | ČEZ Aréna, Ostrava Nézőszám: 1015 Játékvezetők: Tomas Jasevicius (LTU), Shoko Suguro (JPN), Gabriel Chiel Baum Spalter (URU) |
| 2010. szeptember 25. 20:15 | Diop 11                                  | Lepattanó | Papamichail 7 | ČEZ Aréna, Ostrava Nézőszám: 1015 Játékvezetők: Tomas Jasevicius (LTU), Shoko Suguro (JPN), Gabriel Chiel Baum Spalter (URU) |
| 2010. szeptember 25. 20:15 | Gueye 2                                  | Gólpassz  | Kalentzou 4   | ČEZ Aréna, Ostrava Nézőszám: 1015 Játékvezetők: Tomas Jasevicius (LTU), Shoko Suguro (JPN), Gabriel Chiel Baum Spalter (URU) |

### C csoport
| Csapat        | M | Gy | V | P+  | P–  | Pk  | P |
| ------------- | - | -- | - | --- | --- | --- | - |
| Spanyolország | 3 | 3  | 0 | 233 | 162 | +71 | 6 |
| Dél-Korea     | 3 | 2  | 1 | 198 | 210 | −12 | 5 |
| Brazília      | 3 | 1  | 2 | 197 | 203 | −6  | 4 |
| Mali          | 3 | 0  | 3 | 175 | 228 | −53 | 3 |

| 2010. szeptember 23. 15:15 | Dél-Korea                               | 61–60     | Brazília          | Arena Vodova, Brno Nézőszám: 2300 Játékvezetők: Roberto Chiari (ITA), Grzegorz Ziemblicki (POL), Timothy Andrew Frederick Brown (NZL) |
| 2010. szeptember 23. 15:15 | (21–19, 12–10, 15–22, 13–9) Jegyzőkönyv |           |                   | Arena Vodova, Brno Nézőszám: 2300 Játékvezetők: Roberto Chiari (ITA), Grzegorz Ziemblicki (POL), Timothy Andrew Frederick Brown (NZL) |
| 2010. szeptember 23. 15:15 | Kim K. 14                               | Pont      | de Souza 15       | Arena Vodova, Brno Nézőszám: 2300 Játékvezetők: Roberto Chiari (ITA), Grzegorz Ziemblicki (POL), Timothy Andrew Frederick Brown (NZL) |
| 2010. szeptember 23. 15:15 | Jung S.M. 8                             | Lepattanó | de Souza 12       | Arena Vodova, Brno Nézőszám: 2300 Játékvezetők: Roberto Chiari (ITA), Grzegorz Ziemblicki (POL), Timothy Andrew Frederick Brown (NZL) |
| 2010. szeptember 23. 15:15 | Park 7                                  | Gólpassz  | Pinto, de Souza 4 | Arena Vodova, Brno Nézőszám: 2300 Játékvezetők: Roberto Chiari (ITA), Grzegorz Ziemblicki (POL), Timothy Andrew Frederick Brown (NZL) |

| 2010. szeptember 23. 20:15 | Mali                                   | 36–80     | Spanyolország | Arena Vodova, Brno Nézőszám: 1685 Játékvezetők: Roberto Vasquez (PUR), Felicia Andrea Grinter (USA), Charles Foster (RSA) |
| 2010. szeptember 23. 20:15 | (7–15, 6–26, 10–24, 13–15) Jegyzőkönyv |           |               | Arena Vodova, Brno Nézőszám: 1685 Játékvezetők: Roberto Vasquez (PUR), Felicia Andrea Grinter (USA), Charles Foster (RSA) |
| 2010. szeptember 23. 20:15 | Sissoko 12                             | Pont      | Valdemoro 18  | Arena Vodova, Brno Nézőszám: 1685 Játékvezetők: Roberto Vasquez (PUR), Felicia Andrea Grinter (USA), Charles Foster (RSA) |
| 2010. szeptember 23. 20:15 | Coulibaly 6                            | Lepattanó | Lyttle 7      | Arena Vodova, Brno Nézőszám: 1685 Játékvezetők: Roberto Vasquez (PUR), Felicia Andrea Grinter (USA), Charles Foster (RSA) |
| 2010. szeptember 23. 20:15 | Maïga-Ba 3                             | Gólpassz  | Montañana 5   | Arena Vodova, Brno Nézőszám: 1685 Játékvezetők: Roberto Vasquez (PUR), Felicia Andrea Grinter (USA), Charles Foster (RSA) |

| 2010. szeptember 24. 15:15 | Spanyolország                           | 84–69     | Dél-Korea   | Arena Vodova, Brno Nézőszám: 1730 Játékvezetők: Spyridon Gontas (GRE), Dawna Townsend (CAN), Charles Foster (RSA) |
| 2010. szeptember 24. 15:15 | (23–23, 13–7, 21–18, 27–21) Jegyzőkönyv |           |             | Arena Vodova, Brno Nézőszám: 1730 Játékvezetők: Spyridon Gontas (GRE), Dawna Townsend (CAN), Charles Foster (RSA) |
| 2010. szeptember 24. 15:15 | Lyttle 28                               | Pont      | Beon 23     | Arena Vodova, Brno Nézőszám: 1730 Játékvezetők: Spyridon Gontas (GRE), Dawna Townsend (CAN), Charles Foster (RSA) |
| 2010. szeptember 24. 15:15 | Lyttle 15                               | Lepattanó | Beon 7      | Arena Vodova, Brno Nézőszám: 1730 Játékvezetők: Spyridon Gontas (GRE), Dawna Townsend (CAN), Charles Foster (RSA) |
| 2010. szeptember 24. 15:15 | Valdemoro 5                             | Gólpassz  | Jung S.M. 5 | Arena Vodova, Brno Nézőszám: 1730 Játékvezetők: Spyridon Gontas (GRE), Dawna Townsend (CAN), Charles Foster (RSA) |

| 2010. szeptember 24. 20:15 | Brazília                                 | 80–73     | Mali         | Arena Vodova, Brno Nézőszám: 2380 Játékvezetők: Nicolas Maestre (FRA), Bing Liang (CHN), Snehal Bendke (IND) |
| 2010. szeptember 24. 20:15 | (14–12, 22–19, 22–23, 22–19) Jegyzőkönyv |           |              | Arena Vodova, Brno Nézőszám: 2380 Játékvezetők: Nicolas Maestre (FRA), Bing Liang (CHN), Snehal Bendke (IND) |
| 2010. szeptember 24. 20:15 | Luz 20                                   | Pont      | Diawara 15   | Arena Vodova, Brno Nézőszám: 2380 Játékvezetők: Nicolas Maestre (FRA), Bing Liang (CHN), Snehal Bendke (IND) |
| 2010. szeptember 24. 20:15 | de Souza 6                               | Lepattanó | Coulibaly 15 | Arena Vodova, Brno Nézőszám: 2380 Játékvezetők: Nicolas Maestre (FRA), Bing Liang (CHN), Snehal Bendke (IND) |
| 2010. szeptember 24. 20:15 | Pinto 7                                  | Gólpassz  | Maïga-Ba 4   | Arena Vodova, Brno Nézőszám: 2380 Játékvezetők: Nicolas Maestre (FRA), Bing Liang (CHN), Snehal Bendke (IND) |

| 2010. szeptember 25. 15:15 | Mali                                         | 66–68 (h. u.) | Dél-Korea    | Arena Vodova, Brno Nézőszám: 1435 Játékvezetők: Roberto Chiari (ITA), Timothy Andrew Frederick Brown (NZL), Bing Liang (CHN) |
| 2010. szeptember 25. 15:15 | (9–26, 21–11, 14–13, 18–12, 4-6) Jegyzőkönyv |               |              | Arena Vodova, Brno Nézőszám: 1435 Játékvezetők: Roberto Chiari (ITA), Timothy Andrew Frederick Brown (NZL), Bing Liang (CHN) |
| 2010. szeptember 25. 15:15 | Maïga-Ba, Coulibaly 16                       | Pont          | Beon 21      | Arena Vodova, Brno Nézőszám: 1435 Játékvezetők: Roberto Chiari (ITA), Timothy Andrew Frederick Brown (NZL), Bing Liang (CHN) |
| 2010. szeptember 25. 15:15 | Coulibaly 12                                 | Lepattanó     | Jung S.M. 11 | Arena Vodova, Brno Nézőszám: 1435 Játékvezetők: Roberto Chiari (ITA), Timothy Andrew Frederick Brown (NZL), Bing Liang (CHN) |
| 2010. szeptember 25. 15:15 | Diawara 3                                    | Gólpassz      | Beon 6       | Arena Vodova, Brno Nézőszám: 1435 Játékvezetők: Roberto Chiari (ITA), Timothy Andrew Frederick Brown (NZL), Bing Liang (CHN) |

| 2010. szeptember 25. 18:00 | Brazília                               | 57–69     | Spanyolország | Arena Vodova, Brno Nézőszám: 2840 Játékvezetők: Nicolas Maestre (FRA), Roberto Vasquez (PUR), Vaughan Charles Mayberry (AUS) |
| 2010. szeptember 25. 18:00 | (15–15, 8–22, 15–23, 19–9) Jegyzőkönyv |           |               | Arena Vodova, Brno Nézőszám: 2840 Játékvezetők: Nicolas Maestre (FRA), Roberto Vasquez (PUR), Vaughan Charles Mayberry (AUS) |
| 2010. szeptember 25. 18:00 | de Souza 14                            | Pont      | Valdemoro 17  | Arena Vodova, Brno Nézőszám: 2840 Játékvezetők: Nicolas Maestre (FRA), Roberto Vasquez (PUR), Vaughan Charles Mayberry (AUS) |
| 2010. szeptember 25. 18:00 | de Souza 13                            | Lepattanó | Lyttle 8      | Arena Vodova, Brno Nézőszám: 2840 Játékvezetők: Nicolas Maestre (FRA), Roberto Vasquez (PUR), Vaughan Charles Mayberry (AUS) |
| 2010. szeptember 25. 18:00 | Pinto, Gustavo 3                       | Gólpassz  | Lyttle 5      | Arena Vodova, Brno Nézőszám: 2840 Játékvezetők: Nicolas Maestre (FRA), Roberto Vasquez (PUR), Vaughan Charles Mayberry (AUS) |

### D csoport
| Csapat      | M | Gy | V | P+  | P–  | Pk  | P |
| ----------- | - | -- | - | --- | --- | --- | - |
| Oroszország | 3 | 3  | 0 | 218 | 174 | +44 | 6 |
| Csehország  | 3 | 2  | 1 | 185 | 168 | +17 | 5 |
| Japán       | 3 | 1  | 2 | 182 | 210 | −28 | 4 |
| Argentína   | 3 | 0  | 3 | 170 | 203 | −33 | 3 |

| 2010. szeptember 23. 13:00 | Japán                                    | 63–86     | Oroszország      | Arena Vodova, Brno Nézőszám: 2158 Játékvezetők: Vaughan Charles Mayberry (AUS), Nicolas Maestre (FRA), Snehal Bendke (IND) |
| 2010. szeptember 23. 13:00 | (14–21, 24–22, 15–27, 10–16) Jegyzőkönyv |           |                  | Arena Vodova, Brno Nézőszám: 2158 Játékvezetők: Vaughan Charles Mayberry (AUS), Nicolas Maestre (FRA), Snehal Bendke (IND) |
| 2010. szeptember 23. 13:00 | Oga 23                                   | Pont      | Osipova 18       | Arena Vodova, Brno Nézőszám: 2158 Játékvezetők: Vaughan Charles Mayberry (AUS), Nicolas Maestre (FRA), Snehal Bendke (IND) |
| 2010. szeptember 23. 13:00 | Yoshida 7                                | Lepattanó | Vidmer 10        | Arena Vodova, Brno Nézőszám: 2158 Játékvezetők: Vaughan Charles Mayberry (AUS), Nicolas Maestre (FRA), Snehal Bendke (IND) |
| 2010. szeptember 23. 13:00 | Yoshida 7                                | Gólpassz  | Hammon, Vidmer 4 | Arena Vodova, Brno Nézőszám: 2158 Játékvezetők: Vaughan Charles Mayberry (AUS), Nicolas Maestre (FRA), Snehal Bendke (IND) |

| 2010. szeptember 23. 18:00 | Csehország                              | 67–53     | Argentína   | Arena Vodova, Brno Nézőszám: 2950 Játékvezetők: Spyridon Gontas (GRE), Dawna Townsend (CAN), Bing Liang (CHN) |
| 2010. szeptember 23. 18:00 | (20–12, 13–13, 15–6, 19–22) Jegyzőkönyv |           |             | Arena Vodova, Brno Nézőszám: 2950 Játékvezetők: Spyridon Gontas (GRE), Dawna Townsend (CAN), Bing Liang (CHN) |
| 2010. szeptember 23. 18:00 | Vítečková 16                            | Pont      | Reggiardo 9 | Arena Vodova, Brno Nézőszám: 2950 Játékvezetők: Spyridon Gontas (GRE), Dawna Townsend (CAN), Bing Liang (CHN) |
| 2010. szeptember 23. 18:00 | Veselá 14                               | Lepattanó | Fernández 7 | Arena Vodova, Brno Nézőszám: 2950 Játékvezetők: Spyridon Gontas (GRE), Dawna Townsend (CAN), Bing Liang (CHN) |
| 2010. szeptember 23. 18:00 | Horáková, Elhotová 3                    | Gólpassz  | González 5  | Arena Vodova, Brno Nézőszám: 2950 Játékvezetők: Spyridon Gontas (GRE), Dawna Townsend (CAN), Bing Liang (CHN) |

| 2010. szeptember 24. 13:00 | Argentína                                | 58–59     | Japán      | Arena Vodova, Brno Nézőszám: 1412 Játékvezetők: Felicia Andrea Grinter (USA), Vaughan Charles Mayberry (AUS), Timothy Andrew Frederick Brown (NZL) |
| 2010. szeptember 24. 13:00 | (18–17, 13–17, 11–14, 16–11) Jegyzőkönyv |           |            | Arena Vodova, Brno Nézőszám: 1412 Játékvezetők: Felicia Andrea Grinter (USA), Vaughan Charles Mayberry (AUS), Timothy Andrew Frederick Brown (NZL) |
| 2010. szeptember 24. 13:00 | Sánchez 16                               | Pont      | Oga 21     | Arena Vodova, Brno Nézőszám: 1412 Játékvezetők: Felicia Andrea Grinter (USA), Vaughan Charles Mayberry (AUS), Timothy Andrew Frederick Brown (NZL) |
| 2010. szeptember 24. 13:00 | Fernández 9                              | Lepattanó | Yoshida 14 | Arena Vodova, Brno Nézőszám: 1412 Játékvezetők: Felicia Andrea Grinter (USA), Vaughan Charles Mayberry (AUS), Timothy Andrew Frederick Brown (NZL) |
| 2010. szeptember 24. 13:00 | Cava, Paoletta 2                         | Gólpassz  | Mitani 5   | Arena Vodova, Brno Nézőszám: 1412 Játékvezetők: Felicia Andrea Grinter (USA), Vaughan Charles Mayberry (AUS), Timothy Andrew Frederick Brown (NZL) |

| 2010. szeptember 24. 18:00 | Oroszország                            | 55–52     | Csehország          | Arena Vodova, Brno Nézőszám: 3200 Játékvezetők: Roberto Chiari (ITA), Roberto Vasquez (PUR), Grzegorz Ziemblicki (POL) |
| 2010. szeptember 24. 18:00 | (12–9, 21–13, 9–14, 13–16) Jegyzőkönyv |           |                     | Arena Vodova, Brno Nézőszám: 3200 Játékvezetők: Roberto Chiari (ITA), Roberto Vasquez (PUR), Grzegorz Ziemblicki (POL) |
| 2010. szeptember 24. 18:00 | Hammon 13                              | Pont      | Horáková 21         | Arena Vodova, Brno Nézőszám: 3200 Játékvezetők: Roberto Chiari (ITA), Roberto Vasquez (PUR), Grzegorz Ziemblicki (POL) |
| 2010. szeptember 24. 18:00 | Stepanova 13                           | Lepattanó | Veselá, Kulichová 6 | Arena Vodova, Brno Nézőszám: 3200 Játékvezetők: Roberto Chiari (ITA), Roberto Vasquez (PUR), Grzegorz Ziemblicki (POL) |
| 2010. szeptember 24. 18:00 | Arteshina, Kuzina 2                    | Gólpassz  | Horáková 4          | Arena Vodova, Brno Nézőszám: 3200 Játékvezetők: Roberto Chiari (ITA), Roberto Vasquez (PUR), Grzegorz Ziemblicki (POL) |

| 2010. szeptember 25. 13:00 | Argentína                               | 59–77     | Oroszország     | Arena Vodova, Brno Nézőszám: 1210 Játékvezetők: Dawna Townsend (CAN), Grzegorz Ziemblicki (POL), Snehal Bendke (IND) |
| 2010. szeptember 25. 13:00 | (12–23, 22–21, 9–17, 16–16) Jegyzőkönyv |           |                 | Arena Vodova, Brno Nézőszám: 1210 Játékvezetők: Dawna Townsend (CAN), Grzegorz Ziemblicki (POL), Snehal Bendke (IND) |
| 2010. szeptember 25. 13:00 | Chesta 11                               | Pont      | Osipova 20      | Arena Vodova, Brno Nézőszám: 1210 Játékvezetők: Dawna Townsend (CAN), Grzegorz Ziemblicki (POL), Snehal Bendke (IND) |
| 2010. szeptember 25. 13:00 | Pavón 8                                 | Lepattanó | Vidmer 12       | Arena Vodova, Brno Nézőszám: 1210 Játékvezetők: Dawna Townsend (CAN), Grzegorz Ziemblicki (POL), Snehal Bendke (IND) |
| 2010. szeptember 25. 13:00 | Paoletta 2                              | Gólpassz  | három játékos 3 | Arena Vodova, Brno Nézőszám: 1210 Játékvezetők: Dawna Townsend (CAN), Grzegorz Ziemblicki (POL), Snehal Bendke (IND) |

| 2010. szeptember 25. 20:15 | Japán                                    | 60–66     | Csehország            | Arena Vodova, Brno Nézőszám: 3100 Játékvezetők: Spyridon Gontas (GRE), Felicia Andrea Grinter (USA), Charles Foster (RSA) |
| 2010. szeptember 25. 20:15 | (19–22, 11–16, 16–15, 14–13) Jegyzőkönyv |           |                       | Arena Vodova, Brno Nézőszám: 3100 Játékvezetők: Spyridon Gontas (GRE), Felicia Andrea Grinter (USA), Charles Foster (RSA) |
| 2010. szeptember 25. 20:15 | Oga 22                                   | Pont      | Burgrová 14           | Arena Vodova, Brno Nézőszám: 3100 Játékvezetők: Spyridon Gontas (GRE), Felicia Andrea Grinter (USA), Charles Foster (RSA) |
| 2010. szeptember 25. 20:15 | Oga 6                                    | Lepattanó | Bortelová, Burgrová 8 | Arena Vodova, Brno Nézőszám: 3100 Játékvezetők: Spyridon Gontas (GRE), Felicia Andrea Grinter (USA), Charles Foster (RSA) |
| 2010. szeptember 25. 20:15 | Yoshida 3                                | Gólpassz  | Horáková 3            | Arena Vodova, Brno Nézőszám: 3100 Játékvezetők: Spyridon Gontas (GRE), Felicia Andrea Grinter (USA), Charles Foster (RSA) |

## Középdöntő
| Színmagyarázat                                                          |
| ----------------------------------------------------------------------- |
| A csoportok első négy helyezettje bejutott a negyeddöntőbe.             |
| A csoportok ötödik és hatodik helyezettjei a 9–12. helyért játszhattak. |

### E csoport
| Csapat           | M | Gy | V | P+  | P–  | Pk   | P  |
| ---------------- | - | -- | - | --- | --- | ---- | -- |
| Egyesült Államok | 6 | 6  | 0 | 565 | 367 | +198 | 12 |
| Ausztrália       | 6 | 5  | 1 | 476 | 363 | +113 | 11 |
| Franciaország    | 6 | 4  | 2 | 371 | 338 | +33  | 10 |
| Fehéroroszország | 6 | 3  | 3 | 371 | 424 | −53  | 9  |
| Görögország      | 6 | 2  | 4 | 392 | 455 | −63  | 8  |
| Kanada           | 6 | 1  | 5 | 306 | 387 | −81  | 7  |

| 2010. szeptember 27. 15:30 | Görögország                             | 54–93     | Ausztrália          | ČEZ Aréna, Ostrava Nézőszám: 1915 Játékvezetők: Elena Chernova (RUS), Tomas Jasevicius (LTU), Fernando Jorge Sampietro (ARG) |
| 2010. szeptember 27. 15:30 | (15–27, 9–29, 13–16, 17–21) Jegyzőkönyv |           |                     | ČEZ Aréna, Ostrava Nézőszám: 1915 Játékvezetők: Elena Chernova (RUS), Tomas Jasevicius (LTU), Fernando Jorge Sampietro (ARG) |
| 2010. szeptember 27. 15:30 | Dimitrakou, Kaltsidou 10                | Pont      | Cambage, Jackson 20 | ČEZ Aréna, Ostrava Nézőszám: 1915 Játékvezetők: Elena Chernova (RUS), Tomas Jasevicius (LTU), Fernando Jorge Sampietro (ARG) |
| 2010. szeptember 27. 15:30 | Papamichail 5                           | Lepattanó | Jackson 12          | ČEZ Aréna, Ostrava Nézőszám: 1915 Játékvezetők: Elena Chernova (RUS), Tomas Jasevicius (LTU), Fernando Jorge Sampietro (ARG) |
| 2010. szeptember 27. 15:30 | Kalentzou, Lymoura 2                    | Gólpassz  | Phillips 6          | ČEZ Aréna, Ostrava Nézőszám: 1915 Játékvezetők: Elena Chernova (RUS), Tomas Jasevicius (LTU), Fernando Jorge Sampietro (ARG) |

| 2010. szeptember 27. 18:00 | Franciaország                           | 58–48     | Fehéroroszország | ČEZ Aréna, Ostrava Nézőszám: 3050 Játékvezetők: Vicente Bulto (ESP), Robert Vyklicky (CZE), Gillian Lesli Ann Martindale (BAR) |
| 2010. szeptember 27. 18:00 | (14–8, 11–12, 11–17, 22–11) Jegyzőkönyv |           |                  | ČEZ Aréna, Ostrava Nézőszám: 3050 Játékvezetők: Vicente Bulto (ESP), Robert Vyklicky (CZE), Gillian Lesli Ann Martindale (BAR) |
| 2010. szeptember 27. 18:00 | Miyem 14                                | Pont      | Leuchanka 17     | ČEZ Aréna, Ostrava Nézőszám: 3050 Játékvezetők: Vicente Bulto (ESP), Robert Vyklicky (CZE), Gillian Lesli Ann Martindale (BAR) |
| 2010. szeptember 27. 18:00 | Lepron 7                                | Lepattanó | Leuchanka 14     | ČEZ Aréna, Ostrava Nézőszám: 3050 Játékvezetők: Vicente Bulto (ESP), Robert Vyklicky (CZE), Gillian Lesli Ann Martindale (BAR) |
| 2010. szeptember 27. 18:00 | Dumerc 5                                | Gólpassz  | öt játékos 2     | ČEZ Aréna, Ostrava Nézőszám: 3050 Játékvezetők: Vicente Bulto (ESP), Robert Vyklicky (CZE), Gillian Lesli Ann Martindale (BAR) |

| 2010. szeptember 27. 20:15 | Egyesült Államok                        | 87–46     | Kanada             | ČEZ Aréna, Ostrava Nézőszám: 2620 Játékvezetők: Ivo Dolinek (CZE), Shoko Suguro (JPN), Karla Diniz (BRA) |
| 2010. szeptember 27. 20:15 | (19–14, 28–11, 19–13, 21–8) Jegyzőkönyv |           |                    | ČEZ Aréna, Ostrava Nézőszám: 2620 Játékvezetők: Ivo Dolinek (CZE), Shoko Suguro (JPN), Karla Diniz (BRA) |
| 2010. szeptember 27. 20:15 | Whalen 16                               | Pont      | Smith, Bekkering 8 | ČEZ Aréna, Ostrava Nézőszám: 2620 Játékvezetők: Ivo Dolinek (CZE), Shoko Suguro (JPN), Karla Diniz (BRA) |
| 2010. szeptember 27. 20:15 | Dupree 7                                | Lepattanó | Aubry, Smith 5     | ČEZ Aréna, Ostrava Nézőszám: 2620 Játékvezetők: Ivo Dolinek (CZE), Shoko Suguro (JPN), Karla Diniz (BRA) |
| 2010. szeptember 27. 20:15 | Moore 4                                 | Gólpassz  | Aubry 3            | ČEZ Aréna, Ostrava Nézőszám: 2620 Játékvezetők: Ivo Dolinek (CZE), Shoko Suguro (JPN), Karla Diniz (BRA) |

| 2010. szeptember 28. 15:30 | Kanada                                  | 52–57     | Görögország            | ČEZ Aréna, Ostrava Nézőszám: 2080 Játékvezetők: Vicente Bulto (ESP), Fernando Jorge Sampietro (ARG), Shoko Suguro (JPN) |
| 2010. szeptember 28. 15:30 | (7–12, 13–16, 17–16, 15–13) Jegyzőkönyv |           |                        | ČEZ Aréna, Ostrava Nézőszám: 2080 Játékvezetők: Vicente Bulto (ESP), Fernando Jorge Sampietro (ARG), Shoko Suguro (JPN) |
| 2010. szeptember 28. 15:30 | Smith 10                                | Pont      | Papamichail 12         | ČEZ Aréna, Ostrava Nézőszám: 2080 Játékvezetők: Vicente Bulto (ESP), Fernando Jorge Sampietro (ARG), Shoko Suguro (JPN) |
| 2010. szeptember 28. 15:30 | Tatham, Smith 8                         | Lepattanó | Papamichail 7          | ČEZ Aréna, Ostrava Nézőszám: 2080 Játékvezetők: Vicente Bulto (ESP), Fernando Jorge Sampietro (ARG), Shoko Suguro (JPN) |
| 2010. szeptember 28. 15:30 | Phillips, Smith 2                       | Gólpassz  | Kalentzou, Kaltsidou 5 | ČEZ Aréna, Ostrava Nézőszám: 2080 Játékvezetők: Vicente Bulto (ESP), Fernando Jorge Sampietro (ARG), Shoko Suguro (JPN) |

| 2010. szeptember 28. 18:00 | Ausztrália                              | 62–52     | Franciaország | ČEZ Aréna, Ostrava Nézőszám: 3140 Játékvezetők: Ivo Dolinek (CZE), Elena Chernova (RUS), Gillian Lesli Ann Martindale (BAR) |
| 2010. szeptember 28. 18:00 | (15–10, 19–15, 14–19, 14–8) Jegyzőkönyv |           |               | ČEZ Aréna, Ostrava Nézőszám: 3140 Játékvezetők: Ivo Dolinek (CZE), Elena Chernova (RUS), Gillian Lesli Ann Martindale (BAR) |
| 2010. szeptember 28. 18:00 | Jackson 19                              | Pont      | Dumerc 9      | ČEZ Aréna, Ostrava Nézőszám: 3140 Játékvezetők: Ivo Dolinek (CZE), Elena Chernova (RUS), Gillian Lesli Ann Martindale (BAR) |
| 2010. szeptember 28. 18:00 | Jackson 10                              | Lepattanó | Ndongue 7     | ČEZ Aréna, Ostrava Nézőszám: 3140 Játékvezetők: Ivo Dolinek (CZE), Elena Chernova (RUS), Gillian Lesli Ann Martindale (BAR) |
| 2010. szeptember 28. 18:00 | O'Hea 5                                 | Gólpassz  | Dumerc 4      | ČEZ Aréna, Ostrava Nézőszám: 3140 Játékvezetők: Ivo Dolinek (CZE), Elena Chernova (RUS), Gillian Lesli Ann Martindale (BAR) |

| 2010. szeptember 28. 20:15 | Fehéroroszország                         | 61–107    | Egyesült Államok | ČEZ Aréna, Ostrava Nézőszám: 3140 Játékvezetők: Robert Vycklicky (CZE), Tomas Jasevicius (LTU), Karla Diniz (BRA) |
| 2010. szeptember 28. 20:15 | (11–37, 17–21, 16–27, 17–22) Jegyzőkönyv |           |                  | ČEZ Aréna, Ostrava Nézőszám: 3140 Játékvezetők: Robert Vycklicky (CZE), Tomas Jasevicius (LTU), Karla Diniz (BRA) |
| 2010. szeptember 28. 20:15 | Kress 10                                 | Pont      | Folwes 15        | ČEZ Aréna, Ostrava Nézőszám: 3140 Játékvezetők: Robert Vycklicky (CZE), Tomas Jasevicius (LTU), Karla Diniz (BRA) |
| 2010. szeptember 28. 20:15 | Durieka, Kress 3                         | Lepattanó | Dupree, Folwes 6 | ČEZ Aréna, Ostrava Nézőszám: 3140 Játékvezetők: Robert Vycklicky (CZE), Tomas Jasevicius (LTU), Karla Diniz (BRA) |
| 2010. szeptember 28. 20:15 | Trafimava 3                              | Gólpassz  | három játékos 4  | ČEZ Aréna, Ostrava Nézőszám: 3140 Játékvezetők: Robert Vycklicky (CZE), Tomas Jasevicius (LTU), Karla Diniz (BRA) |

| 2010. szeptember 29. 15:30 | Görögország                              | 70–74     | Fehéroroszország | ČEZ Aréna, Ostrava Nézőszám: 1860 Játékvezetők: Vicente Bulto (ESP), Ivo Dolinek (CZE), Gillian Lesli Ann Martindale (BAR) |
| 2010. szeptember 29. 15:30 | (18–20, 20–20, 11–14, 21–20) Jegyzőkönyv |           |                  | ČEZ Aréna, Ostrava Nézőszám: 1860 Játékvezetők: Vicente Bulto (ESP), Ivo Dolinek (CZE), Gillian Lesli Ann Martindale (BAR) |
| 2010. szeptember 29. 15:30 | Kaltsidou 29                             | Pont      | Leuchanka 24     | ČEZ Aréna, Ostrava Nézőszám: 1860 Játékvezetők: Vicente Bulto (ESP), Ivo Dolinek (CZE), Gillian Lesli Ann Martindale (BAR) |
| 2010. szeptember 29. 15:30 | Maltsi 5                                 | Lepattanó | Leuchanka 11     | ČEZ Aréna, Ostrava Nézőszám: 1860 Játékvezetők: Vicente Bulto (ESP), Ivo Dolinek (CZE), Gillian Lesli Ann Martindale (BAR) |
| 2010. szeptember 29. 15:30 | Maltsi 1                                 | Gólpassz  | Marchanka 5      | ČEZ Aréna, Ostrava Nézőszám: 1860 Játékvezetők: Vicente Bulto (ESP), Ivo Dolinek (CZE), Gillian Lesli Ann Martindale (BAR) |

| 2010. szeptember 29. 18:00 | Franciaország                         | 49–47     | Kanada            | ČEZ Aréna, Ostrava Nézőszám: 4080 Játékvezetők: Robert Vyklicky (CZE), Shoko Suguro (JPN), Karla Diniz (BRA) |
| 2010. szeptember 29. 18:00 | (12–16, 15–9, 6–3, 16–19) Jegyzőkönyv |           |                   | ČEZ Aréna, Ostrava Nézőszám: 4080 Játékvezetők: Robert Vyklicky (CZE), Shoko Suguro (JPN), Karla Diniz (BRA) |
| 2010. szeptember 29. 18:00 | Lardy, Miyem 9                        | Pont      | Smith, Achonwa 12 | ČEZ Aréna, Ostrava Nézőszám: 4080 Játékvezetők: Robert Vyklicky (CZE), Shoko Suguro (JPN), Karla Diniz (BRA) |
| 2010. szeptember 29. 18:00 | Digbeu 5                              | Lepattanó | Achonwa 8         | ČEZ Aréna, Ostrava Nézőszám: 4080 Játékvezetők: Robert Vyklicky (CZE), Shoko Suguro (JPN), Karla Diniz (BRA) |
| 2010. szeptember 29. 18:00 | Laborde 2                             | Gólpassz  | Gabriele 5        | ČEZ Aréna, Ostrava Nézőszám: 4080 Játékvezetők: Robert Vyklicky (CZE), Shoko Suguro (JPN), Karla Diniz (BRA) |

| 2010. szeptember 29. 20:15 | Egyesült Államok                         | 83–75     | Ausztrália | ČEZ Aréna, Ostrava Nézőszám: 6340 Játékvezetők: Fernando Jorge Sampietro (ARG), Tomas Jasevicius (LTU), Elena Chernova (RUS) |
| 2010. szeptember 29. 20:15 | (29–18, 22–15, 21–24, 11–18) Jegyzőkönyv |           |            | ČEZ Aréna, Ostrava Nézőszám: 6340 Játékvezetők: Fernando Jorge Sampietro (ARG), Tomas Jasevicius (LTU), Elena Chernova (RUS) |
| 2010. szeptember 29. 20:15 | Taurasi 24                               | Pont      | Cambage 18 | ČEZ Aréna, Ostrava Nézőszám: 6340 Játékvezetők: Fernando Jorge Sampietro (ARG), Tomas Jasevicius (LTU), Elena Chernova (RUS) |
| 2010. szeptember 29. 20:15 | Fowles 6                                 | Lepattanó | Cambage 7  | ČEZ Aréna, Ostrava Nézőszám: 6340 Játékvezetők: Fernando Jorge Sampietro (ARG), Tomas Jasevicius (LTU), Elena Chernova (RUS) |
| 2010. szeptember 29. 20:15 | Taurasi 3                                | Gólpassz  | Harrower 7 | ČEZ Aréna, Ostrava Nézőszám: 6340 Játékvezetők: Fernando Jorge Sampietro (ARG), Tomas Jasevicius (LTU), Elena Chernova (RUS) |

### F csoport
| Csapat        | M | Gy | V | P+  | P–  | Pk   | P  |
| ------------- | - | -- | - | --- | --- | ---- | -- |
| Oroszország   | 6 | 6  | 0 | 451 | 341 | +110 | 12 |
| Spanyolország | 6 | 5  | 1 | 463 | 354 | +109 | 11 |
| Csehország    | 6 | 4  | 2 | 422 | 380 | +42  | 10 |
| Dél-Korea     | 6 | 3  | 3 | 376 | 451 | −75  | 9  |
| Brazília      | 6 | 2  | 4 | 360 | 378 | −18  | 8  |
| Japán         | 6 | 1  | 5 | 396 | 454 | −58  | 7  |

| 2010. szeptember 27. 15:30 | Japán                                    | 59–86     | Spanyolország  | Arena Vodova, Brno Nézőszám: 1570 Játékvezetők: Roberto Chiari (ITA), Grzegorz Ziemblicki (POL), Bing Liang (CHN) |
| 2010. szeptember 27. 15:30 | (12–28, 15–22, 20–13, 12–23) Jegyzőkönyv |           |                | Arena Vodova, Brno Nézőszám: 1570 Játékvezetők: Roberto Chiari (ITA), Grzegorz Ziemblicki (POL), Bing Liang (CHN) |
| 2010. szeptember 27. 15:30 | Mitani 16                                | Pont      | Lyttle 29      | Arena Vodova, Brno Nézőszám: 1570 Játékvezetők: Roberto Chiari (ITA), Grzegorz Ziemblicki (POL), Bing Liang (CHN) |
| 2010. szeptember 27. 15:30 | Mitani 6                                 | Lepattanó | Lyttle 11      | Arena Vodova, Brno Nézőszám: 1570 Játékvezetők: Roberto Chiari (ITA), Grzegorz Ziemblicki (POL), Bing Liang (CHN) |
| 2010. szeptember 27. 15:30 | Ishikawa 5                               | Gólpassz  | négy játékos 3 | Arena Vodova, Brno Nézőszám: 1570 Játékvezetők: Roberto Chiari (ITA), Grzegorz Ziemblicki (POL), Bing Liang (CHN) |

| 2010. szeptember 27. 18:00 | Csehország                               | 96–65     | Dél-Korea        | Arena Vodova, Brno Nézőszám: 2970 Játékvezetők: Vaughan Charles Mayberry (AUS), Roberto Vazquez (PUR), Nicolas Maestre (FRA) |
| 2010. szeptember 27. 18:00 | (28–16, 21–17, 22–15, 25–17) Jegyzőkönyv |           |                  | Arena Vodova, Brno Nézőszám: 2970 Játékvezetők: Vaughan Charles Mayberry (AUS), Roberto Vazquez (PUR), Nicolas Maestre (FRA) |
| 2010. szeptember 27. 18:00 | Vítečková 27                             | Pont      | Beon 17          | Arena Vodova, Brno Nézőszám: 2970 Játékvezetők: Vaughan Charles Mayberry (AUS), Roberto Vazquez (PUR), Nicolas Maestre (FRA) |
| 2010. szeptember 27. 18:00 | Horáková 7                               | Lepattanó | Kim B. 5         | Arena Vodova, Brno Nézőszám: 2970 Játékvezetők: Vaughan Charles Mayberry (AUS), Roberto Vazquez (PUR), Nicolas Maestre (FRA) |
| 2010. szeptember 27. 18:00 | Elhotová, Veselá 4                       | Gólpassz  | Kim J., Kim K. 3 | Arena Vodova, Brno Nézőszám: 2970 Játékvezetők: Vaughan Charles Mayberry (AUS), Roberto Vazquez (PUR), Nicolas Maestre (FRA) |

| 2010. szeptember 27. 20:15 | Oroszország                              | 76–53     | Brazília           | Arena Vodova, Brno Nézőszám: 2410 Játékvezetők: Spyridon Gontas (GRE), Felicia Andrea Grinter (USA), Dawna Townsend (CAN) |
| 2010. szeptember 27. 20:15 | (20–13, 22–14, 17–13, 17–13) Jegyzőkönyv |           |                    | Arena Vodova, Brno Nézőszám: 2410 Játékvezetők: Spyridon Gontas (GRE), Felicia Andrea Grinter (USA), Dawna Townsend (CAN) |
| 2010. szeptember 27. 20:15 | Korstin, Arteshina 11                    | Pont      | Pinto, de Souza 11 | Arena Vodova, Brno Nézőszám: 2410 Játékvezetők: Spyridon Gontas (GRE), Felicia Andrea Grinter (USA), Dawna Townsend (CAN) |
| 2010. szeptember 27. 20:15 | Arteshina 8                              | Lepattanó | de Souza 14        | Arena Vodova, Brno Nézőszám: 2410 Játékvezetők: Spyridon Gontas (GRE), Felicia Andrea Grinter (USA), Dawna Townsend (CAN) |
| 2010. szeptember 27. 20:15 | Osipova 4                                | Gólpassz  | négy játékos 1     | Arena Vodova, Brno Nézőszám: 2410 Játékvezetők: Spyridon Gontas (GRE), Felicia Andrea Grinter (USA), Dawna Townsend (CAN) |

| 2010. szeptember 28. 15:30 | Brazília                                        | 93–91 (h. u.) | Japán      | Arena Vodova, Brno Nézőszám: 1620 Játékvezetők: Roberto Vazquez (PUR), Grzegorz Ziemblicki (POL), Vaughan Charles Mayberry (AUS) |
| 2010. szeptember 28. 15:30 | (24–24, 16–24, 21–14, 17–16, 15–13) Jegyzőkönyv |               |            | Arena Vodova, Brno Nézőszám: 1620 Játékvezetők: Roberto Vazquez (PUR), Grzegorz Ziemblicki (POL), Vaughan Charles Mayberry (AUS) |
| 2010. szeptember 28. 15:30 | de Souza 32                                     | Pont          | Oga 23     | Arena Vodova, Brno Nézőszám: 1620 Játékvezetők: Roberto Vazquez (PUR), Grzegorz Ziemblicki (POL), Vaughan Charles Mayberry (AUS) |
| 2010. szeptember 28. 15:30 | de Souza 18                                     | Lepattanó     | Yoshida 12 | Arena Vodova, Brno Nézőszám: 1620 Játékvezetők: Roberto Vazquez (PUR), Grzegorz Ziemblicki (POL), Vaughan Charles Mayberry (AUS) |
| 2010. szeptember 28. 15:30 | Gustavo, Pinto 3                                | Gólpassz      | Oga 6      | Arena Vodova, Brno Nézőszám: 1620 Játékvezetők: Roberto Vazquez (PUR), Grzegorz Ziemblicki (POL), Vaughan Charles Mayberry (AUS) |

| 2010. szeptember 28. 18:00 | Spanyolország                           | 77–57     | Csehország         | Arena Vodova, Brno Nézőszám: 3200 Játékvezetők: Roberto Chiari (ITA), Dawna Townsend (CAN), Felicia Andrea Grinter (USA) |
| 2010. szeptember 28. 18:00 | (13–18, 24–14, 23–21, 17–4) Jegyzőkönyv |           |                    | Arena Vodova, Brno Nézőszám: 3200 Játékvezetők: Roberto Chiari (ITA), Dawna Townsend (CAN), Felicia Andrea Grinter (USA) |
| 2010. szeptember 28. 18:00 | Valdemoro 25                            | Pont      | Vítečková 16       | Arena Vodova, Brno Nézőszám: 3200 Játékvezetők: Roberto Chiari (ITA), Dawna Townsend (CAN), Felicia Andrea Grinter (USA) |
| 2010. szeptember 28. 18:00 | Lyttle 19                               | Lepattanó | Horáková, Veselá 8 | Arena Vodova, Brno Nézőszám: 3200 Játékvezetők: Roberto Chiari (ITA), Dawna Townsend (CAN), Felicia Andrea Grinter (USA) |
| 2010. szeptember 28. 18:00 | Valdemoro 4                             | Gólpassz  | Horáková           | Arena Vodova, Brno Nézőszám: 3200 Játékvezetők: Roberto Chiari (ITA), Dawna Townsend (CAN), Felicia Andrea Grinter (USA) |

| 2010. szeptember 28. 20:15 | Dél-Korea                                | 48–81     | Oroszország  | Arena Vodova, Brno Nézőszám: 2280 Játékvezetők: Spyridon Gontas (GRE), Nicolas Maestre (FRA), Bing Liang (CHN) |
| 2010. szeptember 28. 20:15 | (16–16, 12–13, 10–25, 10–27) Jegyzőkönyv |           |              | Arena Vodova, Brno Nézőszám: 2280 Játékvezetők: Spyridon Gontas (GRE), Nicolas Maestre (FRA), Bing Liang (CHN) |
| 2010. szeptember 28. 20:15 | Sin 14                                   | Pont      | Stepanova 14 | Arena Vodova, Brno Nézőszám: 2280 Játékvezetők: Spyridon Gontas (GRE), Nicolas Maestre (FRA), Bing Liang (CHN) |
| 2010. szeptember 28. 20:15 | Beon 5                                   | Lepattanó | Osipova 11   | Arena Vodova, Brno Nézőszám: 2280 Játékvezetők: Spyridon Gontas (GRE), Nicolas Maestre (FRA), Bing Liang (CHN) |
| 2010. szeptember 28. 20:15 | Beon, Kim K. 3                           | Gólpassz  | Vidmer 6     | Arena Vodova, Brno Nézőszám: 2280 Játékvezetők: Spyridon Gontas (GRE), Nicolas Maestre (FRA), Bing Liang (CHN) |

| 2010. szeptember 29. 15:30 | Japán                                    | 64–65     | Dél-Korea | Arena Vodova, Brno Nézőszám: 1430 Játékvezetők: Dawna Townsend (CAN), Grzegorz Ziemblicki (POL), Roberto Vazquez (PUR) |
| 2010. szeptember 29. 15:30 | (15–21, 13–12, 18–17, 18–15) Jegyzőkönyv |           |           | Arena Vodova, Brno Nézőszám: 1430 Játékvezetők: Dawna Townsend (CAN), Grzegorz Ziemblicki (POL), Roberto Vazquez (PUR) |
| 2010. szeptember 29. 15:30 | Oga 17                                   | Pont      | Jung 21   | Arena Vodova, Brno Nézőszám: 1430 Játékvezetők: Dawna Townsend (CAN), Grzegorz Ziemblicki (POL), Roberto Vazquez (PUR) |
| 2010. szeptember 29. 15:30 | Yoshida 9                                | Lepattanó | Beon 7    | Arena Vodova, Brno Nézőszám: 1430 Játékvezetők: Dawna Townsend (CAN), Grzegorz Ziemblicki (POL), Roberto Vazquez (PUR) |
| 2010. szeptember 29. 15:30 | Yoshida 7                                | Gólpassz  | Jung 6    | Arena Vodova, Brno Nézőszám: 1430 Játékvezetők: Dawna Townsend (CAN), Grzegorz Ziemblicki (POL), Roberto Vazquez (PUR) |

| 2010. szeptember 29. 18:00 | Csehország                               | 84–70     | Brazília          | Arena Vodova, Brno Nézőszám: 3140 Játékvezetők: Felicia Andrea Grienter (USA), Vaughan Charles Mayberry (AUS), Bing Liang (CHN) |
| 2010. szeptember 29. 18:00 | (17–20, 17–16, 26–19, 24–15) Jegyzőkönyv |           |                   | Arena Vodova, Brno Nézőszám: 3140 Játékvezetők: Felicia Andrea Grienter (USA), Vaughan Charles Mayberry (AUS), Bing Liang (CHN) |
| 2010. szeptember 29. 18:00 | Vítečková 24                             | Pont      | Castro Marques 27 | Arena Vodova, Brno Nézőszám: 3140 Játékvezetők: Felicia Andrea Grienter (USA), Vaughan Charles Mayberry (AUS), Bing Liang (CHN) |
| 2010. szeptember 29. 18:00 | Veselá, Vítečková 8                      | Lepattanó | de Souza 7        | Arena Vodova, Brno Nézőszám: 3140 Játékvezetők: Felicia Andrea Grienter (USA), Vaughan Charles Mayberry (AUS), Bing Liang (CHN) |
| 2010. szeptember 29. 18:00 | Horáková 6                               | Gólpassz  | Santos Luz 5      | Arena Vodova, Brno Nézőszám: 3140 Játékvezetők: Felicia Andrea Grienter (USA), Vaughan Charles Mayberry (AUS), Bing Liang (CHN) |

| 2010. szeptember 29. 20:15 | Oroszország                              | 76–67     | Spanyolország | Arena Vodova, Brno Nézőszám: 2540 Játékvezetők: Roberto Chiari (ITA), Nicolas Maestre (FRA), Spyridon Gontas (GRE) |
| 2010. szeptember 29. 20:15 | (20–25, 16–12, 18–18, 22–12) Jegyzőkönyv |           |               | Arena Vodova, Brno Nézőszám: 2540 Játékvezetők: Roberto Chiari (ITA), Nicolas Maestre (FRA), Spyridon Gontas (GRE) |
| 2010. szeptember 29. 20:15 | Hammon 27                                | Pont      | Valdemoro 21  | Arena Vodova, Brno Nézőszám: 2540 Játékvezetők: Roberto Chiari (ITA), Nicolas Maestre (FRA), Spyridon Gontas (GRE) |
| 2010. szeptember 29. 20:15 | Stepanova 9                              | Lepattanó | Lyttle 12     | Arena Vodova, Brno Nézőszám: 2540 Játékvezetők: Roberto Chiari (ITA), Nicolas Maestre (FRA), Spyridon Gontas (GRE) |
| 2010. szeptember 29. 20:15 | Arteshina, Danilochkina 2                | Gólpassz  | Montanana 4   | Arena Vodova, Brno Nézőszám: 2540 Játékvezetők: Roberto Chiari (ITA), Nicolas Maestre (FRA), Spyridon Gontas (GRE) |

## Helyosztók

### A 13–16. helyért
| 2010. szeptember 28. 17:00 | Kína                                    | 71–69     | Szenegál  | KV Arena, Karlovy Vary Játékvezetők: Gabriel Chiel Baum Spalter (URU), Charles Foster (RSA), Moussa Ismaila Toure (MLI) |
| 2010. szeptember 28. 17:00 | (19–8, 12–22, 20–18, 20–21) Jegyzőkönyv |           |           | KV Arena, Karlovy Vary Játékvezetők: Gabriel Chiel Baum Spalter (URU), Charles Foster (RSA), Moussa Ismaila Toure (MLI) |
| 2010. szeptember 28. 17:00 | Miao 22                                 | Pont      | Traore 17 | KV Arena, Karlovy Vary Játékvezetők: Gabriel Chiel Baum Spalter (URU), Charles Foster (RSA), Moussa Ismaila Toure (MLI) |
| 2010. szeptember 28. 17:00 | Liu 10                                  | Lepattanó | Diop 6    | KV Arena, Karlovy Vary Játékvezetők: Gabriel Chiel Baum Spalter (URU), Charles Foster (RSA), Moussa Ismaila Toure (MLI) |
| 2010. szeptember 28. 17:00 | Zhang 5                                 | Gólpassz  | Sy 3      | KV Arena, Karlovy Vary Játékvezetők: Gabriel Chiel Baum Spalter (URU), Charles Foster (RSA), Moussa Ismaila Toure (MLI) |

| 2010. szeptember 28. 19:30 | Mali                                         | 69–74 (h. u.) | Argentína  | KV Arena, Karlovy Vary Játékvezetők: Aleksander Gorshkov (RUS), Timothy Andrew Frederick Brown (NZL), Snehal Bendke (IND) |
| 2010. szeptember 28. 19:30 | (22–28, 17–14, 15–14, 11–9, 4–9) Jegyzőkönyv |               |            | KV Arena, Karlovy Vary Játékvezetők: Aleksander Gorshkov (RUS), Timothy Andrew Frederick Brown (NZL), Snehal Bendke (IND) |
| 2010. szeptember 28. 19:30 | Diawara, 18                                  | Pont          | Sanchez 21 | KV Arena, Karlovy Vary Játékvezetők: Aleksander Gorshkov (RUS), Timothy Andrew Frederick Brown (NZL), Snehal Bendke (IND) |
| 2010. szeptember 28. 19:30 | Coulibaly, Diawara 11                        | Lepattanó     | Mendoza 10 | KV Arena, Karlovy Vary Játékvezetők: Aleksander Gorshkov (RUS), Timothy Andrew Frederick Brown (NZL), Snehal Bendke (IND) |
| 2010. szeptember 28. 19:30 | Maiga Ba 4                                   | Gólpassz      | Mendoza 3  | KV Arena, Karlovy Vary Játékvezetők: Aleksander Gorshkov (RUS), Timothy Andrew Frederick Brown (NZL), Snehal Bendke (IND) |

#### 15. helyért
| 2010. szeptember 29. 17:00 | Szenegál                                      | 67–69 (h. u.) | Mali                  | KV Arena, Karlovy Vary Játékvezetők: Gabriel Chiel Baum Spalter (URU), Charles Foster (RSA), Timothy Andrew Frederick Brown (NZL) |
| 2010. szeptember 29. 17:00 | (14–18, 10–19, 17–10, 20–14, 6–8) Jegyzőkönyv |               |                       | KV Arena, Karlovy Vary Játékvezetők: Gabriel Chiel Baum Spalter (URU), Charles Foster (RSA), Timothy Andrew Frederick Brown (NZL) |
| 2010. szeptember 29. 17:00 | Traore 15                                     | Pont          | Diawara 14            | KV Arena, Karlovy Vary Játékvezetők: Gabriel Chiel Baum Spalter (URU), Charles Foster (RSA), Timothy Andrew Frederick Brown (NZL) |
| 2010. szeptember 29. 17:00 | Sy 8                                          | Lepattanó     | Coulibaly, Diawara 8  | KV Arena, Karlovy Vary Játékvezetők: Gabriel Chiel Baum Spalter (URU), Charles Foster (RSA), Timothy Andrew Frederick Brown (NZL) |
| 2010. szeptember 29. 17:00 | Dieng 2                                       | Gólpassz      | Coulibaly, Maiga Ba 2 | KV Arena, Karlovy Vary Játékvezetők: Gabriel Chiel Baum Spalter (URU), Charles Foster (RSA), Timothy Andrew Frederick Brown (NZL) |

#### 13. helyért
| 2010. szeptember 29. 19:30 | Kína                                    | 86–60     | Argentína   | KV Arena, Karlovy Vary Játékvezetők: Aleksander Gorshkov (RUS), Snehal Bendke (IND), Moussa Ismaila Toure (MLI) |
| 2010. szeptember 29. 19:30 | (25–15, 14–17, 22–19, 25–9) Jegyzőkönyv |           |             | KV Arena, Karlovy Vary Játékvezetők: Aleksander Gorshkov (RUS), Snehal Bendke (IND), Moussa Ismaila Toure (MLI) |
| 2010. szeptember 29. 19:30 | Chen 18                                 | Pont      | Cava 18     | KV Arena, Karlovy Vary Játékvezetők: Aleksander Gorshkov (RUS), Snehal Bendke (IND), Moussa Ismaila Toure (MLI) |
| 2010. szeptember 29. 19:30 | Liu 11                                  | Lepattanó | Fernandez 5 | KV Arena, Karlovy Vary Játékvezetők: Aleksander Gorshkov (RUS), Snehal Bendke (IND), Moussa Ismaila Toure (MLI) |
| 2010. szeptember 29. 19:30 | három játékos 3                         | Gólpassz  | Pavon 5     | KV Arena, Karlovy Vary Játékvezetők: Aleksander Gorshkov (RUS), Snehal Bendke (IND), Moussa Ismaila Toure (MLI) |

### A 9–12. helyért
| 2010. október 1. 09:00 | Görögország                              | 59–63     | Japán     | KV Arena, Karlovy Vary |
| 2010. október 1. 09:00 | (11–13, 15–15, 20–19, 13–16) Jegyzőkönyv |           |           | KV Arena, Karlovy Vary |
| 2010. október 1. 09:00 | Maltsi 27                                | Pont      | Oga 19    | KV Arena, Karlovy Vary |
| 2010. október 1. 09:00 | Kalentzou 9                              | Lepattanó | Takada 9  | KV Arena, Karlovy Vary |
| 2010. október 1. 09:00 | Kalentzou 4                              | Gólpassz  | Yoshida 4 | KV Arena, Karlovy Vary |

| 2010. október 1. 11:00 | Kanada                                   | 58–64     | Brazília          | KV Arena, Karlovy Vary |
| 2010. október 1. 11:00 | (11–18, 17–14, 17–13, 13–19) Jegyzőkönyv |           |                   | KV Arena, Karlovy Vary |
| 2010. október 1. 11:00 | Smith 17                                 | Pont      | Castro Marques 16 | KV Arena, Karlovy Vary |
| 2010. október 1. 11:00 | Smith 8                                  | Lepattanó | de Souza 13       | KV Arena, Karlovy Vary |
| 2010. október 1. 11:00 | Gabriele 4                               | Gólpassz  | Pinto 4           | KV Arena, Karlovy Vary |

#### 11. helyért
| 2010. október 2. 11:00 | Görögország                             | 71–55     | Kanada       | KV Arena, Karlovy Vary Játékvezetők: Vicente Bulto (ESP), Karla Diniz (BRA), Timoty Andrew Frederick Brown (NZL) |
| 2010. október 2. 11:00 | (21–9, 11–12, 13–17, 26–17) Jegyzőkönyv |           |              | KV Arena, Karlovy Vary Játékvezetők: Vicente Bulto (ESP), Karla Diniz (BRA), Timoty Andrew Frederick Brown (NZL) |
| 2010. október 2. 11:00 | Kalentzou 21                            | Pont      | Phillips 19  | KV Arena, Karlovy Vary Játékvezetők: Vicente Bulto (ESP), Karla Diniz (BRA), Timoty Andrew Frederick Brown (NZL) |
| 2010. október 2. 11:00 | Kaltsidou 9                             | Lepattanó | Phillips 10  | KV Arena, Karlovy Vary Játékvezetők: Vicente Bulto (ESP), Karla Diniz (BRA), Timoty Andrew Frederick Brown (NZL) |
| 2010. október 2. 11:00 | Kalentzou 4                             | Gólpassz  | Pilypaitis 3 | KV Arena, Karlovy Vary Játékvezetők: Vicente Bulto (ESP), Karla Diniz (BRA), Timoty Andrew Frederick Brown (NZL) |

#### 9. helyért
| 2010. október 2. 09:00 | Japán                                    | 79–84     | Brazília    | KV Arena, Karlovy Vary Játékvezetők: Elena Chernova (RUS), Felicia Andrea Grinter (USA), Bing Liang (CHN) |
| 2010. október 2. 09:00 | (31–25, 14–17, 11–20, 23–22) Jegyzőkönyv |           |             | KV Arena, Karlovy Vary Játékvezetők: Elena Chernova (RUS), Felicia Andrea Grinter (USA), Bing Liang (CHN) |
| 2010. október 2. 09:00 | Oga 21                                   | Pont      | Oliveira 21 | KV Arena, Karlovy Vary Játékvezetők: Elena Chernova (RUS), Felicia Andrea Grinter (USA), Bing Liang (CHN) |
| 2010. október 2. 09:00 | Yoshida 8                                | Lepattanó | de Souza 13 | KV Arena, Karlovy Vary Játékvezetők: Elena Chernova (RUS), Felicia Andrea Grinter (USA), Bing Liang (CHN) |
| 2010. október 2. 09:00 | Oga 9                                    | Gólpassz  | Pinto 5     | KV Arena, Karlovy Vary Játékvezetők: Elena Chernova (RUS), Felicia Andrea Grinter (USA), Bing Liang (CHN) |

### Negyeddöntők
| 2010. október 1. 13:15 | Fehéroroszország                        | 70–53     | Oroszország | KV Arena, Karlovy Vary |
| 2010. október 1. 13:15 | (23–11, 13–16, 14–8, 20–18) Jegyzőkönyv |           |             | KV Arena, Karlovy Vary |
| 2010. október 1. 13:15 | Leuchanka 17                            | Pont      | Hammon 16   | KV Arena, Karlovy Vary |
| 2010. október 1. 13:15 | Leuchanka 9                             | Lepattanó | Osipova 9   | KV Arena, Karlovy Vary |
| 2010. október 1. 13:15 | Marchanka 4                             | Gólpassz  | Osipova 2   | KV Arena, Karlovy Vary |

| 2010. október 1. 15:30 | Egyesült Államok                        | 106–44    | Dél-Korea | KV Arena, Karlovy Vary |
| 2010. október 1. 15:30 | (28–11, 20–11, 35–7, 23–15) Jegyzőkönyv |           |           | KV Arena, Karlovy Vary |
| 2010. október 1. 15:30 | McCoughtry 17                           | Pont      | Lim 10    | KV Arena, Karlovy Vary |
| 2010. október 1. 15:30 | Dupree 16                               | Lepattanó | Beon 4    | KV Arena, Karlovy Vary |
| 2010. október 1. 15:30 | Taurasi 4                               | Gólpassz  | Beon 3    | KV Arena, Karlovy Vary |

| 2010. október 1. 18:30 | Ausztrália                               | 68–79     | Csehország   | KV Arena, Karlovy Vary |
| 2010. október 1. 18:30 | (18–15, 14–20, 19–17, 17–27) Jegyzőkönyv |           |              | KV Arena, Karlovy Vary |
| 2010. október 1. 18:30 | Cambage 22                               | Pont      | Vítečková 27 | KV Arena, Karlovy Vary |
| 2010. október 1. 18:30 | Cambage 10                               | Lepattanó | Horáková 8   | KV Arena, Karlovy Vary |
| 2010. október 1. 18:30 | O'Hea 2                                  | Gólpassz  | Horáková 3   | KV Arena, Karlovy Vary |

| 2010. október 1. 20:45 | Franciaország                                | 71–74     | Spanyolország | KV Arena, Karlovy Vary |
| 2010. október 1. 20:45 | (16–14, 10–8, 26–21, 13–22, 6–9) Jegyzőkönyv |           |               | KV Arena, Karlovy Vary |
| 2010. október 1. 20:45 | Ndongue 14                                   | Pont      | Valdemoro 28  | KV Arena, Karlovy Vary |
| 2010. október 1. 20:45 | Dumerc 6                                     | Lepattanó | Lyttle 9      | KV Arena, Karlovy Vary |
| 2010. október 1. 20:45 | Dumerc 7                                     | Gólpassz  | Palau 3       | KV Arena, Karlovy Vary |

#### Az 5–8. helyért
| 2010. október 2. 13:15 | Ausztrália                               | 78–73     | Oroszország   | KV Arena, Karlovy Vary Játékvezetők: Roberto Chiari (ITA), Ivo Dolinek (CZE), Fernando Jorge Sampietro (ARG) |
| 2010. október 2. 13:15 | (14–14, 18–20, 18–14, 28–25) Jegyzőkönyv |           |               | KV Arena, Karlovy Vary Játékvezetők: Roberto Chiari (ITA), Ivo Dolinek (CZE), Fernando Jorge Sampietro (ARG) |
| 2010. október 2. 13:15 | Taylor, Cambage 19                       | Pont      | Abrosimova 20 | KV Arena, Karlovy Vary Játékvezetők: Roberto Chiari (ITA), Ivo Dolinek (CZE), Fernando Jorge Sampietro (ARG) |
| 2010. október 2. 13:15 | Jackson 9                                | Lepattanó | Stepanova 6   | KV Arena, Karlovy Vary Játékvezetők: Roberto Chiari (ITA), Ivo Dolinek (CZE), Fernando Jorge Sampietro (ARG) |
| 2010. október 2. 13:15 | négy játékos 1                           | Gólpassz  | Abrosimova 3  | KV Arena, Karlovy Vary Játékvezetők: Roberto Chiari (ITA), Ivo Dolinek (CZE), Fernando Jorge Sampietro (ARG) |

| 2010. október 2. 15:30 | Dél-Korea                               | 46–61     | Franciaország   | KV Arena, Karlovy Vary Játékvezetők: Robert Vyklicky (CZE), Roberto Vasquez (PUR), Grzegorz Ziemblicki (POL) |
| 2010. október 2. 15:30 | (11–15, 12–16, 9–14, 14–16) Jegyzőkönyv |           |                 | KV Arena, Karlovy Vary Játékvezetők: Robert Vyklicky (CZE), Roberto Vasquez (PUR), Grzegorz Ziemblicki (POL) |
| 2010. október 2. 15:30 | Beon Yeon-ha 21                         | Pont      | Laborde 15      | KV Arena, Karlovy Vary Játékvezetők: Robert Vyklicky (CZE), Roberto Vasquez (PUR), Grzegorz Ziemblicki (POL) |
| 2010. október 2. 15:30 | Sin Jung-ja 6                           | Lepattanó | Dumerc 8        | KV Arena, Karlovy Vary Játékvezetők: Robert Vyklicky (CZE), Roberto Vasquez (PUR), Grzegorz Ziemblicki (POL) |
| 2010. október 2. 15:30 | Kim Ji-yoon 3                           | Gólpassz  | Lardy, Lepron 4 | KV Arena, Karlovy Vary Játékvezetők: Robert Vyklicky (CZE), Roberto Vasquez (PUR), Grzegorz Ziemblicki (POL) |

#### Elődöntők
| 2010. október 2. 18:30 | Csehország                                     | 81–77 (h. u.) | Fehéroroszország | KV Arena, Karlovy Vary Játékvezetők: Nicolas Maestre (FRA), Vaughan Charles Mayberry (AUS), Dawna Townsend (CAN) |
| 2010. október 2. 18:30 | (16–15, 16–19, 22–15, 14–19, 13–9) Jegyzőkönyv |               |                  | KV Arena, Karlovy Vary Játékvezetők: Nicolas Maestre (FRA), Vaughan Charles Mayberry (AUS), Dawna Townsend (CAN) |
| 2010. október 2. 18:30 | Vítečková 21                                   | Pont          | Verameyenka 24   | KV Arena, Karlovy Vary Játékvezetők: Nicolas Maestre (FRA), Vaughan Charles Mayberry (AUS), Dawna Townsend (CAN) |
| 2010. október 2. 18:30 | Večeřová 8                                     | Lepattanó     | Marchanka 8      | KV Arena, Karlovy Vary Játékvezetők: Nicolas Maestre (FRA), Vaughan Charles Mayberry (AUS), Dawna Townsend (CAN) |
| 2010. október 2. 18:30 | Horáková 5                                     | Gólpassz      | Marchanka 4      | KV Arena, Karlovy Vary Játékvezetők: Nicolas Maestre (FRA), Vaughan Charles Mayberry (AUS), Dawna Townsend (CAN) |

| 2010. október 2. 20:45 | Egyesült Államok                         | 106–77    | Spanyolország  | KV Arena, Karlovy Vary Játékvezetők: Spyridon Gontas (GRE), Tomas Jasevicius (LTU), Shoko Suguro (JPN) |
| 2010. október 2. 20:45 | (29–16, 29–18, 29–19, 19–17) Jegyzőkönyv |           |                | KV Arena, Karlovy Vary Játékvezetők: Spyridon Gontas (GRE), Tomas Jasevicius (LTU), Shoko Suguro (JPN) |
| 2010. október 2. 20:45 | Catchings 14                             | Pont      | Fernández 16   | KV Arena, Karlovy Vary Játékvezetők: Spyridon Gontas (GRE), Tomas Jasevicius (LTU), Shoko Suguro (JPN) |
| 2010. október 2. 20:45 | Fowles 6                                 | Lepattanó | Pascua 5       | KV Arena, Karlovy Vary Játékvezetők: Spyridon Gontas (GRE), Tomas Jasevicius (LTU), Shoko Suguro (JPN) |
| 2010. október 2. 20:45 | Bird 5                                   | Gólpassz  | négy játékos 1 | KV Arena, Karlovy Vary Játékvezetők: Spyridon Gontas (GRE), Tomas Jasevicius (LTU), Shoko Suguro (JPN) |

#### A 7. helyért
| 2010. október 3. 12:00 | Dél-Korea                                | 76–87     | Oroszország | KV Arena, Karlovy Vary Játékvezetők: Robert Vyklicky (CZE), Timothy Andrew Frederick Brown (NZL), Karla Diniz (BRA) |
| 2010. október 3. 12:00 | (29–26, 13–21, 15–22, 19–18) Jegyzőkönyv |           |             | KV Arena, Karlovy Vary Játékvezetők: Robert Vyklicky (CZE), Timothy Andrew Frederick Brown (NZL), Karla Diniz (BRA) |
| 2010. október 3. 12:00 | Beon 24                                  | Pont      | Korstin 21  | KV Arena, Karlovy Vary Játékvezetők: Robert Vyklicky (CZE), Timothy Andrew Frederick Brown (NZL), Karla Diniz (BRA) |
| 2010. október 3. 12:00 | Beon 4                                   | Lepattanó | Korstin 8   | KV Arena, Karlovy Vary Játékvezetők: Robert Vyklicky (CZE), Timothy Andrew Frederick Brown (NZL), Karla Diniz (BRA) |
| 2010. október 3. 12:00 | Kim J. 8                                 | Gólpassz  | Arteshina 4 | KV Arena, Karlovy Vary Játékvezetők: Robert Vyklicky (CZE), Timothy Andrew Frederick Brown (NZL), Karla Diniz (BRA) |

#### Az 5. helyért
| 2010. október 3. 14:45 | Franciaország                           | 62–74     | Ausztrália | KV Arena, Karlovy Vary Játékvezetők: Dawna Townsend (CAN), Roberto Vazquez (PUR), Grzegorz Ziemblicki (POL) |
| 2010. október 3. 14:45 | (7–21, 18–15, 14–17, 23–21) Jegyzőkönyv |           |            | KV Arena, Karlovy Vary Játékvezetők: Dawna Townsend (CAN), Roberto Vazquez (PUR), Grzegorz Ziemblicki (POL) |
| 2010. október 3. 14:45 | Godin 11                                | Pont      | Jackson 13 | KV Arena, Karlovy Vary Játékvezetők: Dawna Townsend (CAN), Roberto Vazquez (PUR), Grzegorz Ziemblicki (POL) |
| 2010. október 3. 14:45 | Amant, Jannault 4                       | Lepattanó | Jackson 8  | KV Arena, Karlovy Vary Játékvezetők: Dawna Townsend (CAN), Roberto Vazquez (PUR), Grzegorz Ziemblicki (POL) |
| 2010. október 3. 14:45 | Lardy 3                                 | Gólpassz  | Snell 2    | KV Arena, Karlovy Vary Játékvezetők: Dawna Townsend (CAN), Roberto Vazquez (PUR), Grzegorz Ziemblicki (POL) |

#### Bronzmérkőzés
| 2010. október 3. 17:30 | Spanyolország                            | 77–68     | Fehéroroszország | KV Arena, Karlovy Vary Játékvezetők: Roberto Chiari (ITA), Felicia Andrea Grinter (USA), Ivo Dolinek (CZE) |
| 2010. október 3. 17:30 | (28–15, 13–19, 21–19, 15–15) Jegyzőkönyv |           |                  | KV Arena, Karlovy Vary Játékvezetők: Roberto Chiari (ITA), Felicia Andrea Grinter (USA), Ivo Dolinek (CZE) |
| 2010. október 3. 17:30 | Lyttle 22                                | Pont      | Verameyenka 20   | KV Arena, Karlovy Vary Játékvezetők: Roberto Chiari (ITA), Felicia Andrea Grinter (USA), Ivo Dolinek (CZE) |
| 2010. október 3. 17:30 | Lyttle 11                                | Lepattanó | Leuchanka 6      | KV Arena, Karlovy Vary Játékvezetők: Roberto Chiari (ITA), Felicia Andrea Grinter (USA), Ivo Dolinek (CZE) |
| 2010. október 3. 17:30 | Montañana 4                              | Gólpassz  | Verameyenka 3    | KV Arena, Karlovy Vary Játékvezetők: Roberto Chiari (ITA), Felicia Andrea Grinter (USA), Ivo Dolinek (CZE) |

#### Döntő
| 2010. október 3. 20:00 | Egyesült Államok                         | 89–69     | Csehország             | KV Arena, Karlovy Vary Játékvezetők: Vicente Bulto (ESP), Fernando Jorge Sampietro (ARG), Elena Chernova (RUS) |
| 2010. október 3. 20:00 | (19–14, 21–21, 34–17, 15–17) Jegyzőkönyv |           |                        | KV Arena, Karlovy Vary Játékvezetők: Vicente Bulto (ESP), Fernando Jorge Sampietro (ARG), Elena Chernova (RUS) |
| 2010. október 3. 20:00 | McCoughtry 18                            | Pont      | Kulichová 14           | KV Arena, Karlovy Vary Játékvezetők: Vicente Bulto (ESP), Fernando Jorge Sampietro (ARG), Elena Chernova (RUS) |
| 2010. október 3. 20:00 | Fowles 7                                 | Lepattanó | Kulichová, Vitecková 5 | KV Arena, Karlovy Vary Játékvezetők: Vicente Bulto (ESP), Fernando Jorge Sampietro (ARG), Elena Chernova (RUS) |
| 2010. október 3. 20:00 | Bird 3                                   | Gólpassz  | Horáková 5             | KV Arena, Karlovy Vary Játékvezetők: Vicente Bulto (ESP), Fernando Jorge Sampietro (ARG), Elena Chernova (RUS) |

| A 2010-es női kosárlabda-világbajnokság győztese |
| ------------------------------------------------ |
| · Egyesült Államok · 8. cím                      |

## Végeredmény
| Helyezés | Csapat           | M | Gy | V | P+  | P–  | Pk   | P  |  |
| -------- | ---------------- | - | -- | - | --- | --- | ---- | -- |  |
| Arany    | Egyesült Államok | 9 | 9  | 0 | 866 | 550 | +316 | 18 |  |
| Ezüst    | Csehország       | 9 | 6  | 3 | 651 | 614 | +37  | 15 |  |
| Bronz    | Spanyolország    | 9 | 7  | 2 | 684 | 599 | +85  | 16 |  |
| 4.       | Fehéroroszország | 9 | 4  | 5 | 586 | 635 | –49  | 13 |  |
|          |                  |   |    |   |     |     |      |    |  |
| 5.       | Franciaország    | 9 | 5  | 4 | 565 | 532 | +33  | 14 |  |
| 6.       | Ausztrália       | 9 | 7  | 2 | 696 | 577 | +119 | 16 |  |
| 7.       | Oroszország      | 9 | 7  | 2 | 664 | 566 | +98  | 16 |  |
| 8.       | Dél-Korea        | 9 | 3  | 6 | 542 | 705 | –163 | 12 |  |
|          |                  |   |    |   |     |     |      |    |  |
| 9.       | Brazília         | 8 | 4  | 4 | 561 | 591 | –30  | 12 |  |
| 10.      | Japán            | 8 | 2  | 6 | 538 | 597 | –59  | 10 |  |
| 11.      | Görögország      | 8 | 3  | 5 | 522 | 573 | –51  | 11 |  |
| 12.      | Kanada           | 8 | 1  | 7 | 419 | 522 | –103 | 9  |  |
|          |                  |   |    |   |     |     |      |    |  |
| 13.      | Kína             | 5 | 2  | 3 | 343 | 353 | –10  | 7  |  |
| 14.      | Argentína        | 5 | 1  | 4 | 304 | 358 | –54  | 6  |  |
| 15.      | Mali             | 5 | 1  | 4 | 313 | 369 | –56  | 6  |  |
| 16.      | Szenegál         | 5 | 0  | 5 | 301 | 414 | –113 | 5  |  |